# Быков, Владимир Васильевич
Влади́мир Васи́льевич Бы́ков (22 июня 1953 года, село Фогелево, Казыгуртский район, Чимкентская область, Казахская ССР, СССР) — председатель Законодательного Собрания Кировской области (2016—2019), секретарь Кировского регионального отделения партии «Единая Россия». Глава города Кирова и председатель Кировской городской Думы четвёртого и пятого созывов. Член партии «Единая Россия». Генерал-майор.

## Биография
Владимир Васильевич Быков родился в семье военного.
В 1974 году окончил Ташкентское высшее танковое командное училище, по специальности «Командная танковая эксплуатация танков и автомобилей».
С 1974 по 1988 год Владимир Быков занимал должности от командира взвода до командира бронетанкового батальона. С 1988 по 1991 год — слушатель Военной академии бронетанковых войск имени маршала Советского Союза Р. Я. Малиновского. С 1991 по 1992 год — заместитель командира танкового полка в Группе советских войск в Германии. С 1992 по 1995 год — командир танкового полка, базирующегося в Приволжском военном округе. В 1995 году участвовал в Первой чеченской войне.
11 ноября
С 2001 по 2007 год военный комиссар Кировской области. В 2002 году присвоено воинское звание «генерал-майор». С 2005 года — член партии «Единая Россия».
В 2007 году от «Единой России» избран депутатом Кировской городской думы IV созыва по одномандатному 13-му избирательному округу. Затем из числа депутатов избран главой города Кирова. В 2012 году переизбран на эту должность сроком на 5 лет. 28 октября досрочно покинул пост главы города и председателя Кировской городской думы, 5 октября того же года занял пост председателя Законодательного собрания Кировской области.
13 декабря 2014 года назначен секретарём Кировского регионального отделения партии «Единая Россия». Переизбран на эту же должность в декабре 2016 года.
С 6 октября 2016 года Председателем Законодательного Собрания Кировской области шестого созыва.
25 октября 2019 года ушёл в отставку досрочно по личному заявлению.
Женат. Двое взрослых детей, внучка и внук.

## Уголовное дело
29 ноября 2019 года Владимир Васильевич Быков задержан по обвинению в получении взятки в размере 7,8 млн рублей.
В марте 2022 года суд приговорил Владимира Быкова к 8 годам колонии и штрафу в размере 15,6 млн рублей. Следствие также указало, что Быков участвовал в хищении средств с городского «АТП», выделенных на поставку дизельного топлива, путем предоставления более дешевых нефтепродуктов. Общая сумма хищения составила 22 млн.рублей и 9 млн.рублей Быков получил взятки за бездействие.
После пересмотра суд установил, что Владимир Быков, будучи главой города Кирова, использовал своё служебное положение в группе лиц по предварительному сговору совместно с учредителем ООО «Кировский завод охотничьего и рыболовного снаряжения» (ранее осужденный Леонид Яфаркин) при продаже обществу земельного участка в парке Победы совершил мошенничество. В последующем участок продали по цене в 400 раз больше той, за которую «КЗРОС» его приобрёл. Тем самым бюджету городу нанесен ущерб на сумму не менее 165 млн рублей.
В результате суд приговорил Владимира Быкова к 9 годам лишения свободы в колонии строго режима и выплате штрафа в размере 17 млн рублей. Суд также удовлетворил исковые требования о взыскании в солидарном порядке с подсудимого и его соучастника материального ущерба на сумму более 165 миллионов рублей.
В мае 2023 года апелляционный суд смягчил наказание Владимиру Быкову до восьми лет шести месяцев колонии строгого режима со штрафом 3 млн руб. При этом эпизод с мошенничеством был направлен на новое рассмотрение.
В 2024 году бывший глава города и спикер Законодательного собрания Владимир Быков был переведен в колонию строгого режима ИК-11 в Кирово-Чепецке.

## Награды
- Орден «За военные заслуги»[2].
- Орден «За службу Родине в ВС СССР» III степени[2].
- Медаль «За заслуги в проведении Всероссийской переписи населения»[2].
- 31 мая 2023 ЛДПР сняла с коррупционера Владимира Быкова почётный знак за заслуги перед городом Кировом[12].